# Centro Documental de la Memoria Histórica
El Centro Documental de la Memoria Histórica d'Espanya és un organisme dependent del Ministeri de Cultura i està situat a Salamanca. Fou creat al juny de 2007 té la finalitat de reunir, organitzar i recuperar tots els fons documentals en qualsevol suport relatius al període històric comprès entre la Guerra Civil espanyola (1936-1939) i la postguerra, fins a la Constitució de 1978. La seva Directora en funcions és Manuel Melgar Camarzana. Per a la seva gestió s'ha constituït un Patronat, presidit per la Ministra de Cultura, amb vocals nats i altres representatius de la informació, cultura i investigació històrica.

## Composició
Des de llavors, d'acord amb el que es disposa en la popularment coneguda com a "Llei de Memòria Històrica", per reforçar i rellançar aquest Centre, s'hi integra l'Arxiu General de la Guerra Civil espanyola i altres fons procedents de noves adquisicions i/o convenis amb entitats públiques i privades d'origen divers (Espanya, França, Rússia, Mèxic…) i, entre ells:
- Les reproduccions de 80.000 documents procedents dels arxius de la Creu Roja a Ginebra (Suïssa). Alguns d'aquests documents no havien estat fins molt recentment accessibles per al públic, conformement a la normativa que perseguia preservar la intimitat dels afectats

- El futur trasllat a Salamanca de 157.000 caixes procedents de l'Archivo General de la Administración a Alcalá de Henares. Es tracta de lligalls que van des de la Guerra Civil espanyola fins a l'aprovació de la Constitució Espanyola de 1978. Reflecteixen diferents aspectes de la dictadura franquista i de la vida quotidiana del poble durant aquest període. Concretant, es tracta de tota la documentació que es guarda de la Secretaria General del Movimiento i de les seves delegacions, un gegant burocràtic que funcionava gairebé com a «estat dins de l'estat», segons les paraules del director de l'Arxiu, Alfonso Dávila; les resolucions dictades pels diferents tribunals, des de l'Audiència Nacional, on es va continuar administrant justícia amb normalitat fins i tot durant el setge de la capital, al temut Tribunal d'Ordre Públic, documents que encara estan subjectes a la Llei Orgànica de Protecció de Dades de Caràcter Personal d'Espanya per no haver passat encara 50 anys des de la seva emissió;

- La donació feta per la Fundació F. Largo Caballero Arxivat 2009-12-27 a Wayback Machine. del seu projecte "Arxiu Oral del Sindicalisme Socialista". Aquest projecte recull 50 entrevistes Arxivat 2009-12-27 a Wayback Machine. i posa a la disposició dels investigadors els testimoniatges d'una sèrie de personatges, protagonistes i militants de l'àmbit del socialisme espanyol, fonamentalment de la seva organització obrera com és la Unió General de Treballadors, amb la finalitat d'evitar que aquestes vivències i experiències es perdin en l'oblit, i de tenir els mitjans i la informació primària amb la qual analitzar els aspectes socials, i les circumstàncies històriques que van modular tant la seva vida privada com a pública, de manera que es pugui conformar un corpus testimonial i documental basat en els records i vivències personals relacionades amb la història de la UGT i d'Espanya

## Funcions
En definitiva, les funcions específiques encomanades al Centro Documental de la Memoria Histórica són:
- a) mantenir i desenvolupar l'Arxiu General de la Guerra Civil espanyola,
- b) reunir i organitzar les fonts per a l'estudi de la Guerra Civil espanyola, la Dictadura del General Franco (amb exprés esment als maqui, l'exili i l'internament d'espanyols en camps de concentració durant la Segona Guerra Mundial) i la Transició,
- c) Fomentar la investigació històrica sobre la Guerra Civil, el franquisme, l'exili i la transició, i contribuir a la difusió dels seus resultats.

Segons es desprèn de l'articulat de la legislació "ad hoc" i de les declaracions fetes per la Presidència del Govern d'Espanya i del Ministre de Cultura, l'Administració General de l'Estat aprovarà anualment un programa de convenis per a l'adquisició i posterior incorporació al Centre de documents (originals o còpies) relatius a la Guerra Civil i a la repressió política subsegüent, guardats en arxius públics o privats, nacionals o estrangers, donant prioritat als testimoniatges orals rellevants sobre els dos períodes històrics esmentats.
Com a conseqüència d'aquesta centralització documental, el Centre s'ampliarà amb el Palau d'Orellana i un nou edifici per a dipòsit, a més de comptar amb suficients recursos humans i tècnics, la inversió dels quals superarà els divuit milions d'euros, segons quantificació del Govern. Les dificultats per a l'expropiació del Palau d'Orellana han retardat considerablement el projecte, per la qual cosa el govern ha decidit utilitzar l'antiga seu de la Seguretat Social en la Plaça dels Bandos com a ampliació d'arxiu, sense renunciar a la idea original. S'està negociant un acord amb l'ajuntament per guardar les noves adquisicions en l'arxiu municipal mentre es reforma aquest edifici.